# Sacciolepis viguieri
Sacciolepis viguieri är en gräsart som beskrevs av Aimée Antoinette Camus. Sacciolepis viguieri ingår i släktet Sacciolepis och familjen gräs. Inga underarter finns listade i Catalogue of Life.